# Jörg Jerosch
Jörg Jerosch (* 1. Januar 1958 in Gelsenkirchen; † 21. Juni 2023) war ein deutscher Orthopäde und Hochschullehrer. Er war einer der Pioniere der Zusammenführung der Fächer Orthopädie und Unfallchirurgie zu einer gemeinsamen Facharztausbildung.

## Leben
Jerosch studierte von 1978 bis 1984 Humanmedizin am Universitäts-Klinikum der Gesamthochschule Essen, wo er auf dem Gebiet der Urologie seine Promotion erwarb. Im Rahmen seiner Facharztausbildung spezialisierte er sich auf die arthroskopische Versorgung der Schulter, wozu er in einem Aufenthalt in der USA bei Charles Neer, Robert Neviaser und Lenny Johnson lernte. Zusätzlich absolvierte er Weiterbildungen in Chirotherapie, Physikalischer Therapie und in spezieller orthopädischer Chirurgie sowie ein  Aufbaustudium Gesundheitswissenschaften (Public Health) in Bielefeld (1996–1999) und eine Weiterbildung in Spezieller Schmerztherapie (2004).
1991 erfolgte die Facharztprüfung zum Orthopäden sowie die Habilitation an der Heinrich-Heine-Universität Düsseldorf. Nach kurzzeitiger Tätigkeit als Oberarzt an der Orthopädischen Klinik und Poliklinik der Universität in Düsseldorf bis 1992 wurde er zum leitenden Oberarzt der Klinik und Poliklinik für Allgemeine Orthopädie der Westfälischen Wilhelms-Universität Münster ernannt, wo er bis 1999 tätig war. Von 1993 bis 1997 war er Direktor des Instituts für Sportmedizin dieser Universität. Zwischenzeitlich war er zudem ärztlicher Direktor der Orthopädischen Klinik München. 1999 wurde er Chefarzt der Klinik für Orthopädie und Orthopädische Chirurgie des Johanna Etienne-Krankenhauses in Neuss, wo er bis zum Eintritt in den Ruhestand im Jahr 2021 wirkte.
Neben seiner Tätigkeit als Chefarzt war Jerosch Professor an der Uniklinik Münster.  Zudem wurde er Jahr 1999 zum Gastprofessor an die Universität Guadalajara in Mexiko berufen. Weitere Gastprofessuren hatte er in China inne: 2014 in Jilin und 2016 in Cingdao und Sichuan (China). Außerdem war er Seminarleiter der Deutschen Gesellschaft für Ultraschall in der Medizin (1995) und Leiter des Austrian-Swizerland-Germany-Kursprogramms der DGOOC (2000).
Jerosch veröffentlichte über fünfzig Bücher und zahlreiche wissenschaftliche Publikationen. Ein besonderes Engagement von Jerosch war die Mitarbeit der Zeitschrift Orthopädische und Unfallchirurgische Praxis (OUP), welche er ab 2013 mit herausgab und deren Schriftleiter er ab 2018 war.
Am 1. Januar 1988 trat Jerosch in die damalige Vereinigung Süddeutscher Orthopäden (VSO) ein, deren 58. Jahrestagung er im Jahr 2010 leitete. Anlässlich der 71. Jahrestagung 2023 wurde er zum Ehrenmitglied der Vereinigung Süddeutscher Orthopäden und Unfallchirurgen (VSOU) ernannt und erhielt die Hermann-Bauer-Medaille.
Jerosch war unter anderem ab 2010 Mitglied der Arbeitsgemeinschaft Endoprothetik (AE) sowie seit 2000 Mitglied der Interdisziplinären Gesellschaft für orthopädische/unfallchirurgische und allgemeine Schmerztherapie (IGOST) und gestaltete die Vorstandsarbeit wesentlich mit. Ab 2025 soll eine Jörg-Jerosch-Gedächtnismedaille mit einem Preisgeld von 5.000 Euro für besondere Arbeiten und Aktivitäten in der orthopädisch-unfallchirurgischen Schmerztherapie verliehen werden.

## Wissenschaftliche Schwerpunkte
Jerosch widmete sich insbesondere den modernen Kurzschaftendoprothesen am Hüftgelenk, wozu er das Standardwerk Kurzschaftendoprothesen an der Hüfte (Springer Verlag) herausgab, sowie der Entwicklung des MiniHipTM-Schaft.

## Weitere Funktionen
- 1993: Instruktor der Deutschsprachigen Gesellschaft für Arthroskopie
- 1995–1999: Leiter des Arbeitskreises „Endoskopie und endoskopische Chirurgie“ der Deutschen Gesellschaft für Orthopädie und Traumatologie (DGOT)
- 2001: Generalsekretär der IGOST (Internationale Gesellschaft für Orthopädische Schmerztherapie)
- 2002: Kongresspräsident der Deutschen Vereinigung für Schulter- und Ellenbogenchirurgie
- ab 2002: Chairman of Eastern European Support Committee (EESC) der Europäischen Gesellschaft für Schulter- und Ellenbogenchirurgie
- 2004: Kongresspräsident der Deutschen Association für Fußchirurgie (DAF)

## Mitgliedschaften (Auswahl)
- Spanische Shoulder and Elbow Society
- Deutsche Gesellschaft für Orthopädie und Orthopädische Chirurgie (DGOOC)
- Deutsche Vereinigung der Schulter- und Ellenbogenchirurgie (DVSE)
- Deutsche Assoziation für Fußchirurgie (DAF)
- Vereinigung Süddeutscher Orthopäden und Unfallchirurgen (VSOU)
- Interdisziplinäre Gesellschaft für orthopädische/unfallchirurgische und allgemeine Schmerztherapie e. V (IGOST)

## Ehrungen
- 1998: Ehrendoktorwürde der Universität Dnepropetrovsk (Ukraine)[4]
- 2001: Ehrendoktorwürde der Universität Charkow (Ukraine)[4]

## Publikationen (Auswahl)
- mit Bernd Geske: Das funktionelle Kompartment-Syndrom am Unterschenkel. Enke Verlag, Stuttgart 1993, ISBN 978-3-432-25371-8.
- mit Manfred Marquardt: Sonographie des Bewegungsapparates. Biermann Verlag, Zülpich 1993, ISBN 978-3-924469-80-1.
- mit William Castro: Das Facettensyndrom. Enke Verlag, Stuttgart 1994,  ISBN 978-3-432-25541-5.
- mit Willi Attmanspacher: Standardoperationen in Orthopädie und Unfallchirurgie. Steinkopff Verlag, Darmstadt 2000, ISBN 978-3-7985-1174-3.
- mit Jürgen Heisel: Hüfte und Sport: Empfehlungen von Sportarten aus orthopädisch-unfallchirurgischer und sportwissenschaftlicher Sicht. Deutscher Ärzte-Verlag, Köln 2009, ISBN 978-3-7691-1247-4.
- mit Jürgen Heisel: Schulterendoprothetik: Indikation, Implantate, OP-Technik, Nachbehandlung, Begutachtung. Steinkopff Verlag, Heidelberg 2012, ISBN 978-3-7985-1330-3.
- mit Jürgen Heisel, Carsten Oliver Tibesku: Knieendoprothetik: Indikationen, Operationstechnik, Nachbehandlung, Begutachtung. Springer Verlag, 2. Auflage Berlin/Heidelberg 2015, ISBN 978-3-642-38422-6.
- als Hrsg.: Kurzschaftendoprothesen an der Hüfte. Springer, Berlin 2017, ISBN 978-3-662-52743-6.